# お葬式だよ全員集合!
お葬式だよ全員集合!（おそうしきだよぜんいんしゅうごう、原題：Passed Away）は、1992年のアメリカ合衆国のアンサンブルコメディ映画。

## あらすじ
心臓発作に見舞われたジャック・スカンランが職場に復帰し、息子のフランクがお祝いのサプライズ・パーティを企画する。ジャックは喜んだ表情を見せるも、間もなく2回目の心臓発作を起こして亡くなってしまった。
ジャックの死をきっかけに、家族が一堂に会するが、スカンラン一家の人々は様々な問題を抱えていた。

## キャスト
- ジョニー・スカンラン：ボブ・ホスキンス（樋浦勉）
- エイミー・スカンラン：ブレア・ブラウン（高島雅羅）
- ボイド・ピンター：ティム・カリー（荒川太郎）
- ノーラ・スカンラン：フランシス・マクドーマンド
- フランク・スカンラン：ウィリアム・ピーターセン（石丸博也）
- テリー・スカンラン・ピンター：パメラ・リード（吉田理保子）
- ピーター・シラキューサ：ピーター・リーガート（掛川裕彦）
- メアリーン・スカンラン：モーリン・ステイプルトン（麻生美代子）
- キャシー・スロコム：ナンシー・トラヴィス（勝生真沙子）
- ジャック・スカンラン：ジャック・ウォーデン（藤本譲）
- レイチェル・スカンラン：テリー・ポロ
- デニス・スカンラン：デボラ・ラッシュ
- BJ：ダイアナ・ベラミー
- モーリーン：ヘレン・ロイド・バーンズ
- ハラハン神父：パトリック・ブリーン（二又一成）
- トム：ダン・フッターマン
- キャシディ夫人：サリー・グレイシー（片岡富枝）
- カーマイン・シラキューサ：ルイス・マスティーロ（大山高男）
- フィンチ夫人：パトリシア・オコンネル
- ミーガン・スカンラン：サラ・ルー
- サム・スカンラン：トリスタン・テイト
- フロギー：ドン・ブロケット
- ルイーズ：アン・シェイ（榊原良子）
- トニー・スカンラン：ジェイス・バートーク
- アンスワース：ディラン・ベイカー（曽我部和恭）
- ダニエル：ジム・コアー（清川元夢）